# Melaleuca argentea
Melaleuca argentea är en myrtenväxtart som beskrevs av William Vincent Fitzgerald. Melaleuca argentea ingår i släktet Melaleuca och familjen myrtenväxter. Inga underarter finns listade i Catalogue of Life.